# Flossbach von Storch
Die Flossbach von Storch SE ist ein auf Vermögensverwaltung spezialisiertes deutsches Finanzdienstleistungsinstitut mit Sitz in Köln. Das Unternehmen bietet Investmentfonds und Beratung für Privatkunden sowie institutionelle Investoren an.

## Geschichte
Im Jahr 1998 wurde das Unternehmen als Aktiengesellschaft (AG) von den ehemaligen Goldman-Sachs-Direktoren Bert Flossbach und Kurt von Storch in Köln gegründet. Am 28. Januar 1999 erhielt es die Zulassung zur Finanzportfolioverwaltung durch die Bundesanstalt für Finanzdienstleistungsaufsicht. Aus der AG nach deutschem Recht wurde am 15. Oktober 2024 eine Europäische Gesellschaft („Societas Europaea“ – SE).
2002 erreichte das verwaltete Vermögen (assets under management) erstmals über 1 Milliarde Euro.
Mit dem im Oktober 2007 aufgelegten Publikumsfonds Multiple Opportunities erreichte das Unternehmen hohe Bekanntheit und hohe Rankings in vergangenen Fondsvergleichen.
Im Jahr 2010 bezog die Flossbach von Storch AG den auch heute noch genutzten Hauptsitz im Bürogebäude Kölntriangle im Kölner Stadtteil Deutz. 2012 gründete das Unternehmen die Tochtergesellschaft Flossbach von Storch Invest S.A. in Luxemburg zur Verwaltung und Administration von Publikums- und Spezialfonds.
Im Jahr 2016 überstieg das verwaltete Vermögen erstmals 25 Milliarden Euro, während es 2020 bereits über 50 Milliarden Euro waren. Ferner betreibt das Unternehmen seit März 2018 einen YouTube-Kanal, auf dem Beträge zu den Themen der Geldanlage, Weltwirtschaft oder Produkten von Flossbach von Storch veröffentlicht werden.
Die Flossbach von Storch AG ist seit Februar 2023 gemäß Lobbyregistergesetz im Lobbyregister des Deutschen Bundestags registriert. Mit mehr als 400 Mitarbeitern wird derzeit ein Kundenvermögen von rund 70 Milliarden Euro betreut.

## Flossbach von Storch Research Institute
Die Flossbach von Storch AG gründete 2014 als Denkfabrik das Flossbach von Storch Research Institute. Nach eigenen Angaben beschäftigt es sich vor allem mit makroökonomischen Untersuchungen, mit Analysen zum Unternehmens- und Aktienmarkt sowie zum Anlegerverhalten. Das Institut stand bis Oktober 2024 unter der Leitung des Volkswirts Thomas Mayer, der u. a. auch Bücher schreibt und in verschiedenen Medien Artikel veröffentlicht. Im November 2024 hat der Leipziger Wirtschaftsprofessor Gunther Schnabl das Direktorium des Research Institute Teams übernommen.

## Parteispenden
Flossbach von Storch unterstützte die AfD in ihrer Gründungsphase mit einer Spende von 9500 Euro, distanzierte sich später jedoch von der Partei. Vorangegangen war eine Kundenveranstaltung von Flossbach von Storch, zu der 2013 u. a. der Hochschullehrer und damalige Vorsitzende der Partei, Bernd Lucke, als Redner und Euro-Experte zum Thema „Eurokrise“ eingeladen war. Er bat Flossbach von Storch, das Rednerhonorar nicht an ihn zu zahlen, sondern stattdessen an die Partei in Gründung zu spenden. In einem offiziellen Statement heißt es von Flossbach von Storch: „Damals war noch nicht absehbar, welchen Weg die AfD nehmen würde. Wäre es das gewesen, hätte gewiss kein Vertreter der Partei bei der Veranstaltung gesprochen.“ 2021 spendete die Vermögensverwaltung dann 431.452 Euro an die FDP und 68.548 Euro an Bündnis 90/Die Grünen.